# Storbritannien
Storbritannien, formellt Förenade konungariket Storbritannien och Nordirland med kortform Förenade kungariket (engelska: United Kingdom of Great Britain and Northern Ireland, allmänt känt som United Kingdom, UK eller Britain, medan Great Britain är en äldre benämning på den suveräna staten), är en suverän stat som består av öar belägna vid den nordvästra kusten av den europeiska kontinenten. Landet omfattar ön Storbritannien, den nordöstra delen av ön Irland och många mindre öar. Nordirland är den enda delen av Storbritannien som delar en landgräns med en annan självständig stat, Republiken Irland. Bortsett från denna landgräns är Storbritannien omgiven av Atlanten, Nordsjön, Engelska kanalen och Irländska sjön och är alltså i princip en östat.
Storbritannien är en enhetsstat som styrs under en konstitutionell monarki och ett parlamentariskt system med regeringssäte i huvudstaden London. Det är ett land i sin egen rätt, och består av fyra riksdelar (constituent countries): England, Nordirland, Skottland och Wales. Det finns tre decentraliserade nationella förvaltningar som har olika befogenheter, och de ligger i Belfast, Cardiff och Edinburgh (Nordirlands, Wales och Skottlands respektive huvudstäder). Det finns tre kronbesittningar (Crown Dependencies) och fjorton utomeuropeiska territorier i anslutning till Förenade konungariket Storbritannien och Nordirland utan att utgöra konstitutionella delar av det. Dessa är rester av brittiska imperiet, som på sin höjd 1922 omfattade nästan en fjärdedel av jordens landyta och var – jämte ryska imperiet, romarriket, Sovjetunionen och mongolväldet – ett av de största imperierna i historien. Brittiskt inflytande kan fortfarande observeras i språk, kultur och rättssystem i många av dess forna territorier.
Storbritannien är ett industriland och har världens sjunde största ekonomi efter nominell bruttonationalprodukt och har den sjunde största ekonomin efter köpkraftsparitet. Det var världens första industrialiserade land och världens främsta stormakt under 1800-talet och tidigt 1900-tal. Storbritannien är fortfarande att anse som en stormakt med ekonomiskt, kulturellt, militärt, vetenskapligt och politiskt inflytande. Det är en erkänd kärnvapenmakt och dess militära utgifter är de femte eller sjätte största bland världens länder. Storbritannien är medlem i Samväldet, G7, G20, OECD, Europarådet, Världshandelsorganisationen, Nato och Förenta nationerna (och permanent medlem av dess säkerhetsråd).

## Etymologi
Namnet Storbritannien syftar ursprungligen på ön Storbritannien och kommer från latinets Britannia, som redan före Kristi födelse användes om ögruppen, medan huvudön Storbritannien kallades Albion. Under medeltiden kom huvudön att kallas Britannia major, i motsats till Britannia minor, Bretagne i Frankrike som befolkats av folk från Storbritannien.
I dagligt tal och även i svenska massmedier används namnet Storbritannien, som förkortning eller i stället för det fullständiga namnet Förenade konungariket Storbritannien och Nordirland. Att benämna hela den suveräna staten som England är dock att betrakta som felaktigt. I officiellt språkbruk enligt svenska Utrikesdepartementet, eller när Europeiska unionens dokument formuleras på svenska, är det dock hela den långa namnformen, alternativt kortformen Förenade kungariket, som gäller. Storbritannien har i stället en annan egentlig betydelse, som syftar på enbart England, Skottland och Wales, vilket även utgjorde en egen statsbildning innan den nuvarande unionen upprättades. I en kontext där Storbritannien inte per automatik syftar på Storbritannien och Nordirland eller ens på Förenade kungariket blir en alldaglig användning av begreppet problematisk eftersom det leder till olika former av avgränsningsproblem där det är svårt att veta vilket sammanhang som egentligen avses när namnet Storbritannien förekommer, eller vilken innebörd som åsyftades när det skrevs. Svenska historiker, likt Dick Harrison, tvingas ibland peka på de missuppfattningar som råder och nödvändigheten i att identifiera skilda begrepp som Storbritannien, Förenade kungariket, Britannien, och så vidare. Namn som England och Storbritannien får ibland tjänstgöra som synonymer till brittiska statsbildningar i olika konstellationer, men att utan distinktion använda dessa om Storbritannien och Nordirland blir inte korrekt, vare sig som beskrivning eller i förhållande till att både England och Storbritannien i grunden har egna distinkta betydelser som är åtskilda från vad dagens brittiska stat representerar.
Under 1700-talet och tidigt 1800-tal kallades landet för Stora Britannien på svenska, en mer direkt översättning av det engelska eller franska namnet. I dag används alltmer UK eller Förenade konungariket även på svenska, men Storbritannien dominerar fortfarande i Sverige och översatt även i Norden och Östeuropa, medan översättning av Förenade konungariket är vanligare i Västeuropa.

## Historia
Storbritannien i strikt mening bildades 1707, som en realunion mellan England och Skottland.
Kelterna invaderade Brittiska öarna på 600-talet f.Kr. Den romerska erövringen av Britannien år 43 e.Kr. innebar att romersk kultur och vetenskap gjorde sitt intåg på ön, med byggandet av många städer och vägar. Anglosaxare var närvarande på Britanniens östkust på 300-talet, och övertog efter 570-talet stora delar av England (som är uppkallat efter anglerna). Ett dussintal småkungariken växte fram, snabbt reducerade till sju. Av dessa blev med tiden Wessex dominerande, inte minst under kung Alfred den store av Wessex, och år 886 brukar betraktas som tidpunkten för Englands enande. Under 800-talet började nordiska vikingar härja längs Brittiska öarna. Mellan 200-talet och 800-talets mitt gjorde gaelerna sina förflyttningar från Irland till skotska öarna och högländerna, och från denna tid hör man inte längre talas om pikterna, men väl om skotsk gaeliska, ett språk som aldrig varit dominerande i skotska lågländerna utan bara i högländerna och på Hebriderna. Skottland enades år 843 av kungen Kenneth I av Skottland.

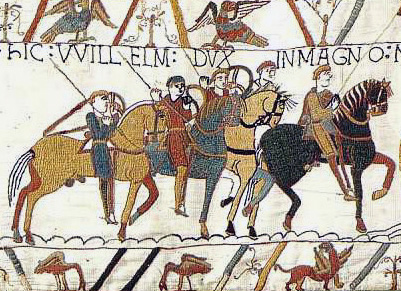
Bayeuxtapeten skildrar slaget vid Hastings och de händelser som ledde till det.

Genom slaget vid Hastings (1066) lyckades normanderna under Vilhelm Erövraren göra sig till herrar över England. Under medeltiden präglades landet av inre motsättningar mellan de normandiska erövrarna och den anglosaxiska befolkningen. En långvarig konflikt, hundraårskriget, mellan engelska och franska kungar om landområden i Frankrike skapade oro i landet. Irland erövrades av kung Henrik II av England 1171. Wales utgjorde under tidig medeltid ett stort antal kungariken och furstendömen. Det erövrades av Edvard I av England 1282, formellt 1284. Under drottning Elisabet I:s tid (1558–1603) lades grunden till ekonomisk och politisk stabilitet. Vid Elisabets död inleddes Englands storhetstid och brittiska imperiets framväxt. Från Napoleonkrigen fram till första världskriget var Storbritannien det militärt, ekonomiskt, politiskt och vetenskapligt ledande landet i världen och dominerade världspolitiken. Industrialismens genombrott, som i Storbritannien skedde på 1700-talet, bidrog till landets dominerande ställning.
Första och andra världskriget ledde till stora ekonomiska och materiella förluster, och brittiska imperiets fall blev alltmer definitivt, trots att Storbritannien stod på segrarnas sida i båda krigen. Efterkrigstiden kantades av svåra ekonomiska tider och upplösningen av kolonialväldet. Efter Winston Churchill är Margaret Thatcher den politiker som var mest betydande under 1900-talet i Storbritannien. Med en hård liberaliseringspolitik (thatcherism) lyckades hon få Storbritanniens ekonomi på fötter, något som även ledde till massarbetslöshet på bruksorterna. Med inträdet i Europeiska gemenskaperna (EG) 1973 blev Storbritannien alltmer aktivt inom den internationella politiken igen. Tillsammans med Tony Blair (1997–2007) är Margaret Thatcher den längst sittande (1979–1990) premiärministern i Storbritannien i modern tid. Thatchers popularitet växte efter hennes handlingskraftiga beslut i Falklandskriget, då den brittiska avkoloniseringen kom till ett definitivt slut.
Under 1990-talet och början av 2000-talet genomförde Tony Blair omfattande sociala reformer. Utgifter till offentliga sektorn höjdes och minimilön infördes. Skottland och Wales fick ökat självstyre. Den isiga relationen mellan protestanter och katoliker på Nordirland tinade en aning. Den 10 april 1998 undertecknade politikerna i Storbritannien och republiken Irland - samt de politiska partierna i Nordirland - Fredsavtalet i Nordirland (Långfredagsavtalet) efter utdragna förhandlingar.
I juli 2019 blev Boris Johnson ny premiärminister i Storbritannien. Han tog över efter Theresa May, som avgick efter kritik mot hennes hantering av Brexit.I december 2019 säkrade Boris Johnsons Konservativa en majoritet i parlamentsvalet med 363 av 650 platser. Labour fick ett av partiets sämsta resultat någonsin.
Storbritannien lämnade EU vid midnatt den 31 januari 2020, när utträdesavtalet trädde i kraft.
I juli 2022 avgick Storbritanniens premiärminister Boris Johnson som det konservativa Torypartiets partiledare. Han blev kvar som premiärminister till dess att en ny ledare för Torypartiet hade kunnat väljas. Liz Truss vann Torypartiets partiledarval och blev Storbritanniens nya premiärminister i september 2022.
Storbritanniens drottning Elizabeth II avled på slottet Balmoral den 8 september 2022. Hon blev 96 år gammal och tjänade som landets drottning i 70 år. Sonen Charles blev då ny kung av Storbritannien.
Liz Truss avgick som premiärminister  efter 45 dagar på posten. Ingen premiärminister i Storbritanniens historia hade suttit kortare. I oktober 2022 efterträdde Rishi Sunak  Liz Truss som Storbritanniens premiärminister och Torypartiets ledare. Rishi Sunak blev Storbritanniens första premiärminister som är hindu. Sunak, 42, är också den yngsta brittiska premiärministern sedan år 1812.
I juli 2024 blev Sir Keir Starmer  Storbritanniens nya premiärminister efter en överlägsen valseger med Labourpartiet. Han blev Storbritanniens 58:e premiärminister efter att Labour hade  gjort ett av sina bästa val någonsin.

## Klimat

### Klimat

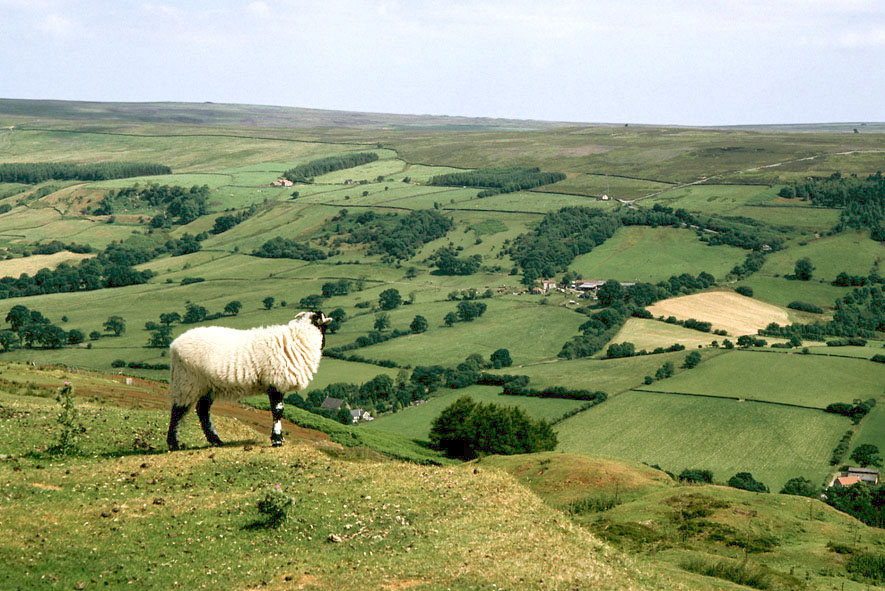
North York Moors, landskap i norra England.

Storbritannien har ett tempererat klimat med milda vintrar och svala somrar. Väderleken påverkas av Golfströmmen och den nordatlantiska lågtryckszonen, vilket ger blåsigt och ostadigt väder, stor molnighet och riklig nederbörd året om med cirka 2 500 millimeter i de bergiga delarna och cirka 600–800 millimeter i lågländerna. Lokalt kan nederbördsmängderna vara betydligt större.
Temperaturen faller sällan under −10 °C vintertid och stiger sällan över 35 °C på sommaren. Den högsta temperatur som uppmätts i Storbritannien är 40,3 °C, vilket skedde i Coningsby i Lincolnshire i juli 2022. Den lägsta temperaturen noterades den 30 december 1995 i Altnaharra i skotska Sutherland med −27,2 °C. Eftersom dygnsmedeltemperaturen även under vintern sällan sjunker under fryspunkten är tjockare snötäcke relativt sällsynt, utom i de skotska högländerna.
De östra delarna av ön är i regel torrare än de västra, och de södra delarna, som ligger närmare det europeiska fastlandet, är varmare än de norra.

## Styre och politik

### Författning och styre
Storbritannien är en konstitutionell monarki där monarken är landets statschef.
Storbritanniens parlament består av två kamrar, underhuset (House of Commons) och överhuset (House of Lords). Partiledaren för det största partiet i underhuset utses i regel till premiärminister, något som officiellt görs av monarken. Underhuset består av 650 ledamöter, valda från lika många valkretsar. Överhuset består av 803 ledamöter som blivit tilldelade sina platser, antingen genom ärftlig pärsvärdighet eller i egenskap av livstids pärsvärdighet eller som biskopar i Engelska kyrkan.
Premiärministern fungerar som chef för ”Hans Majestäts regering” och har i praktiken den verkställande makten i riket. Enligt den konstitutionella sedvänjan är premiärministern och regeringens övriga ledamöter (ministrar) ansvariga för sina handlingar inför parlamentet, där de traditionellt är medlemmar.
Efter avvecklandet av brittiska imperiet valde många av dominionerna och tidigare kolonier att anta lokala varianter av det politiska system som finns i Storbritannien, det så kallade Westminstersystemet.
De tre dominerande partierna i parlamentet, vars ledamöter väljs i enmansvalkretsar, vilket missgynnar små partier, är Labourpartiet, Konservativa partiet och Liberaldemokraterna. Både i Skottland och Wales finns separatistiska partier, Scottish National Party respektive Plaid Cymru – Party of Wales, som verkar för skotsk och walesisk självständighet och arbetar som en grupp inom brittiska parlamentet och arbetade i Europaparlamentet. På Nordirland ser det politiska landskapet annorlunda ut med två unionistiska partier, Democratic Unionist Party och Ulster Unionist Party, vilka verkar för att provinsen ska fortsätta vara en del av Förenade kungariket, samt två republikanska partier, Sinn Féin och Social Democratic and Labour Party, vilka verkar för ett enat Irland, det vill säga att Nordirland ska bli en del av den självständiga republiken Irland. Det femte stora partiet, liberala Alliance, tar inte ställning för vare sig unionism eller republikanism.
I val till Skotska parlamentet, Wales nationalförsamling och Nordirlands församling, som är proportionella, har flera små partier tilldelats mandat: Scottish Green Party, Scottish Socialist Party, Scottish Senior Citizens Unity Party, Forward Wales, Progressive Unionist Party och UK Unionist Party.
I val till Europaparlamentet, där mandatfördelningen också skedde proportionellt, hade även andra partier nått framgångar, framför allt United Kingdom Independence Party, men också British National Party och Green Party of England and Wales. Den första februari 2020 lämnade brittiska medlemmar Europaparlamentet i samband med Brexit.

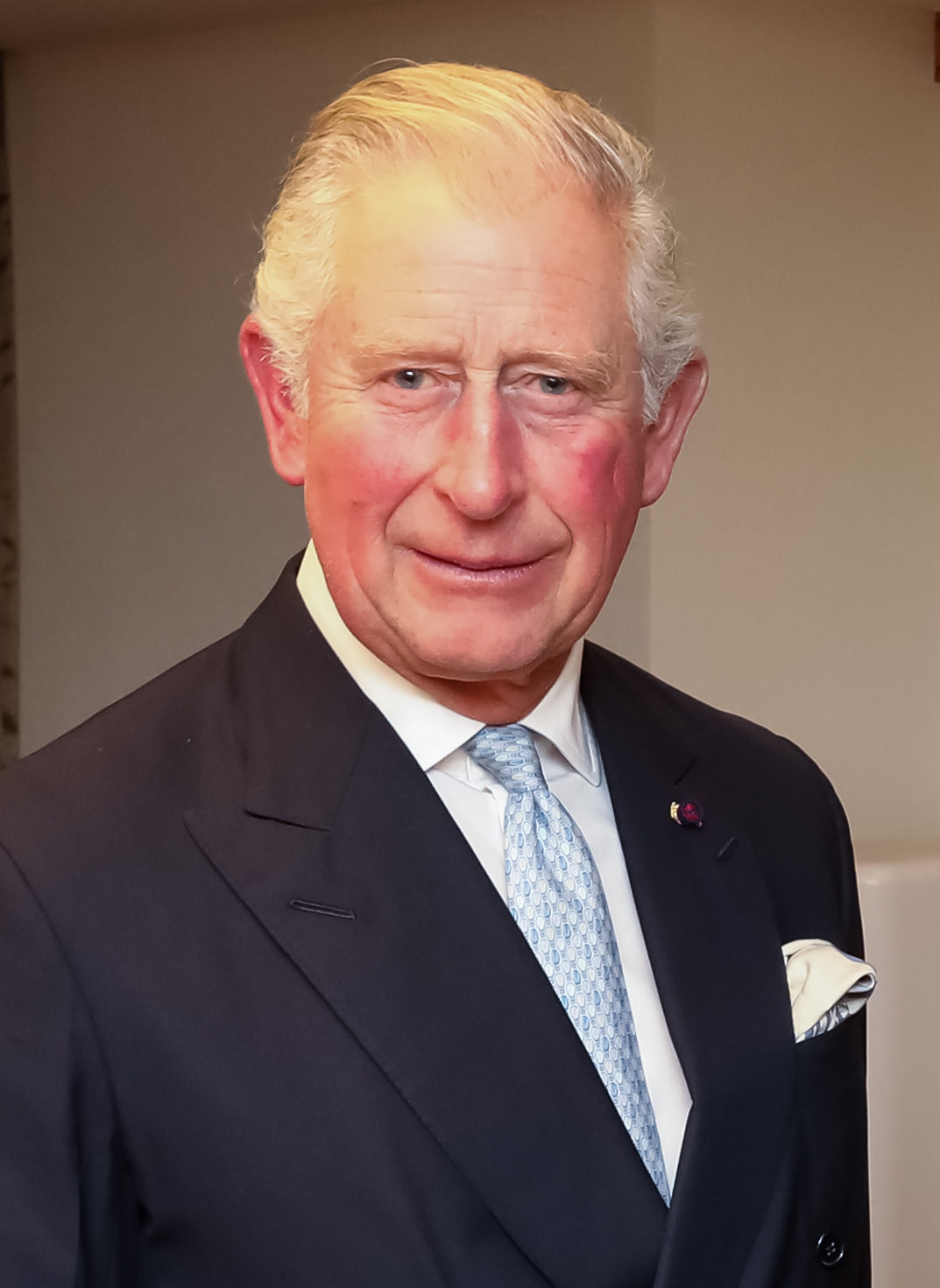
Charles III.
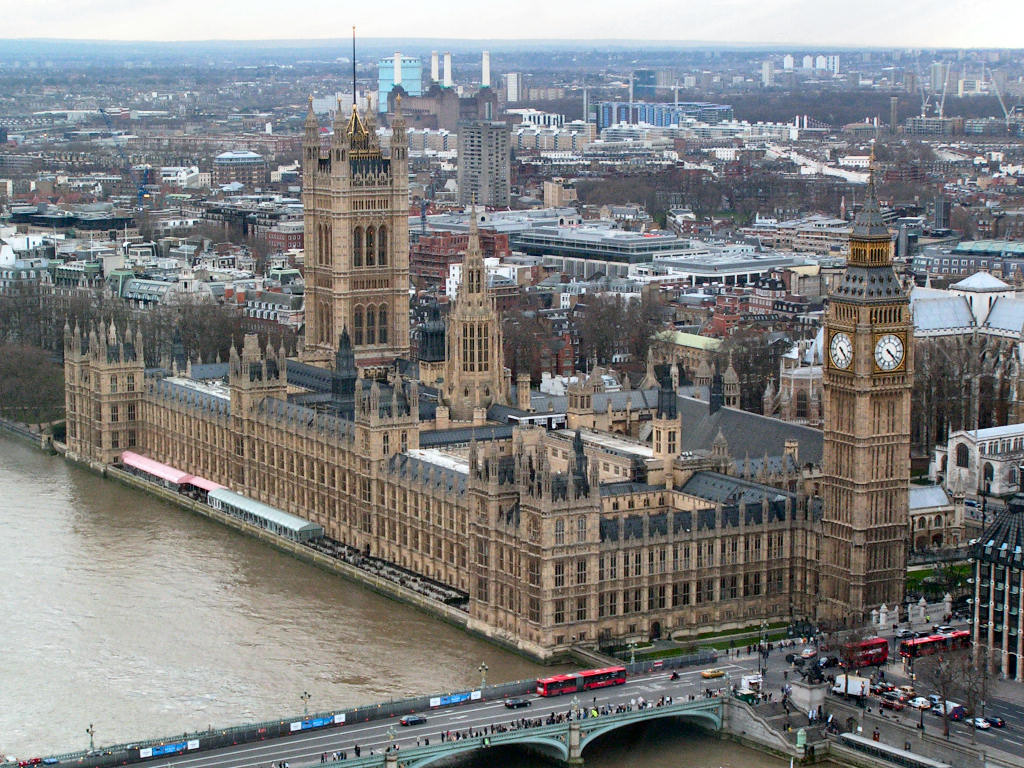
Westminsterpalatset i London är säte för Storbritanniens parlament.
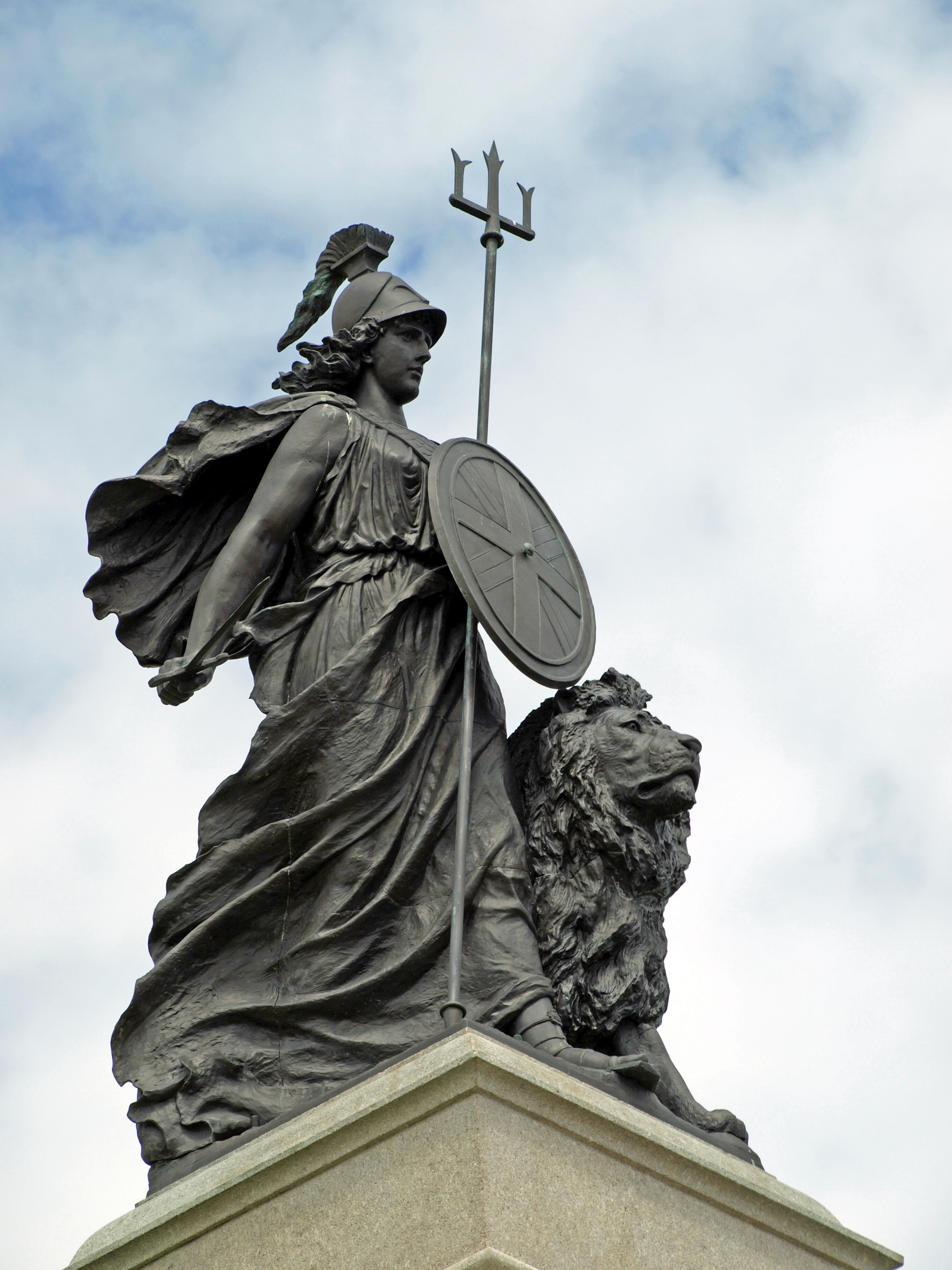
Staty av Britannia. Britannia personifierar Storbritannien.

Val till brittiska parlamentet sker enligt principen för enmansvalkretsar och enkel (relativ) majoritet, även kallat "first past the post".

### Administrativ indelning

Karta över Storbritannien. (Isle of Man, Jersey och Guernsey är kronbesittningar och tillhör inte Storbritannien.)

Storbritannien är en enhetsstat, och är övergripande indelat i fyra delområden: England, Skottland, Wales samt Nordirland. Karaktäristiskt för dessa är att tre av delområdena, utom England, genom decentralisering (engelska: devolution) har en varierande grad av autonomi och självstyrelse. Den brittiska modellen för regionalt självstyre kan inte jämföras med delstater i federala system, och den utgör inte heller en asymmetrisk federation då rätten till självstyre inte har något konstitutionellt skydd utan snarare liknar det spanska systemet, med av parlamentet inrättade självstyrelseregioner. Exempelvis har Skottland ett modernt självstyre som inrättades 1998, vilket saknar konstitutionellt skydd, men också ett eget lag- och rättssystem skilt från det engelska, vilket dock skyddas i unionsavtalet från 1706.
I Nordirland, Wales och inom vissa delar av England använder man sig av endast en lokal förvaltningsnivå, inte dubbla nivåer som i vissa andra länder med både regionalt styre (likt sekundärkommun) och mindre geografiska enheter (likt primärkommun) som finns i vissa andra länder.
Den brittiska statliga förvaltningen för England följer inte indelningen i grevskap utan är indelad i nio storregioner. Storlondon har både en direktvald borgmästare och en direktvald regionförsamling. Regeringen ville införa direkta val till regionförsamlingen för Nordöstra England, men förslaget fick svagt stöd i en folkomröstning (21,8 procent, den 4 november 2004).
Skottland har en annan förvaltningshistorik och där finns det inga grevskap i dag. Där var det tidigare stad/köping (lågskotska: burgh) som var den viktigaste administrativa indelningen från 800-talet fram till avskaffandet 1975. Då infördes en ny indelning med nio regioner på fastlandet, var för sig indelad i kommuner samt tre fristående ökommuner; denna indelning varade till 1996. I dag har Skottland endast en förvaltningsnivå, med 32 kommuner (engelska: local authorities / councils).

### Rättsväsen

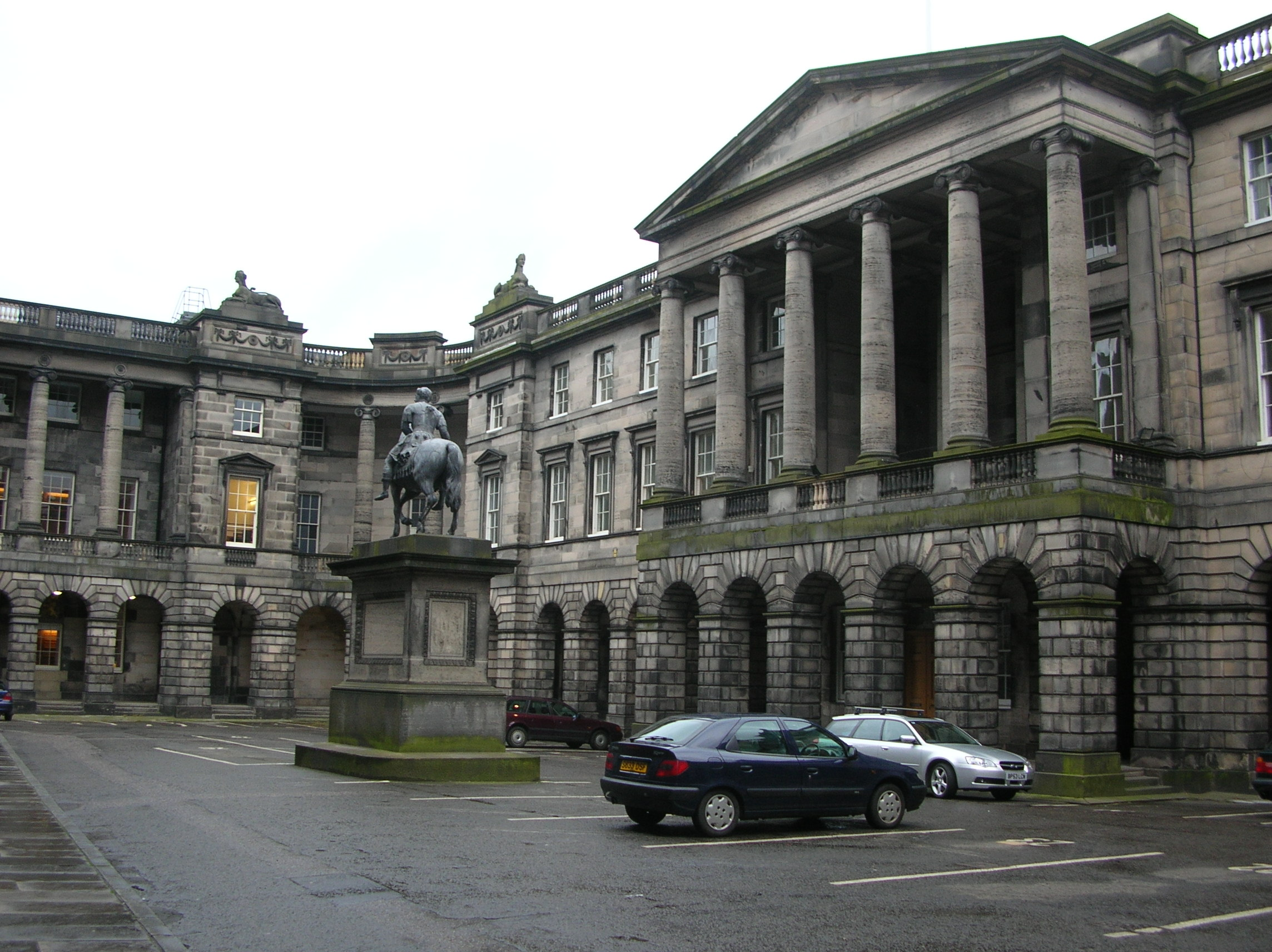
Skottlands högsta domstolar – High Court of Justiciary och Court of Session – ligger i Parliament House i Edinburgh.

Storbritannien har tre olika rättssystem: Engelsk rätt (English law, vilken gäller i både England och Wales) och Nordirlands rätt är baserad på common law. Skotsk rätt (Scots law) är ett hybridsystem, baserat på civil law med beståndsdelar av common law. I 1707 års unionsakter garanteras Skottlands separata rättssystem.
Sedan 1 oktober 2009 är Storbritanniens högsta domstol (Supreme Court of the United Kingdom) den högsta appellationsdomstolen för alla brottmål och tvistemål i England, Wales och Nordirland, och för tvistemål i Skottland. Tidigare hade Judicial Committee of the House of Lords (laglorderna) samma funktion.
Högsta domstolen består av Court of Appeal, High Court of Justice (för civilrätt) och Crown Court (för straffrätt). I Skottland är huvuddomstolarna Court of Session (för civilrätt) och High Court of Justiciary (för straffrätt), medan skotska sheriff courts motsvarar uppskattningsvis engelska county courts.

### Försvar
Storbritanniens väpnade styrkor består av tre försvarsgrenar, som ingår i försvarsministeriet (Ministry of Defence), som leds av försvarsministern (Secretary of State for Defence):
- Armén (British Army) är de landbaserade styrkorna i Storbritanniens försvarsmakt och under 2006 hade de 107 730 man.
- Flottan (Royal Navy) är en av världens största flottor, och har varit världens största. Idag har Storbritannien fortfarande den största flottan bland Europeiska unionens medlemsländer. Flottan hade 39 400 stamanställda i april 2006 och omkring 90 fartyg i tjänst.
- Flygvapnet (Royal Air Force, RAF) hade över tusen flygplan i tjänst och 41 440 stamanställda i mars 2008.

Försvarsmakten har svurit en trohet till den brittiska monarken som formellt är dess högsta befälhavare, men i praktiken är det premiärministern som har det högsta befälet.

## Ekonomi och infrastruktur

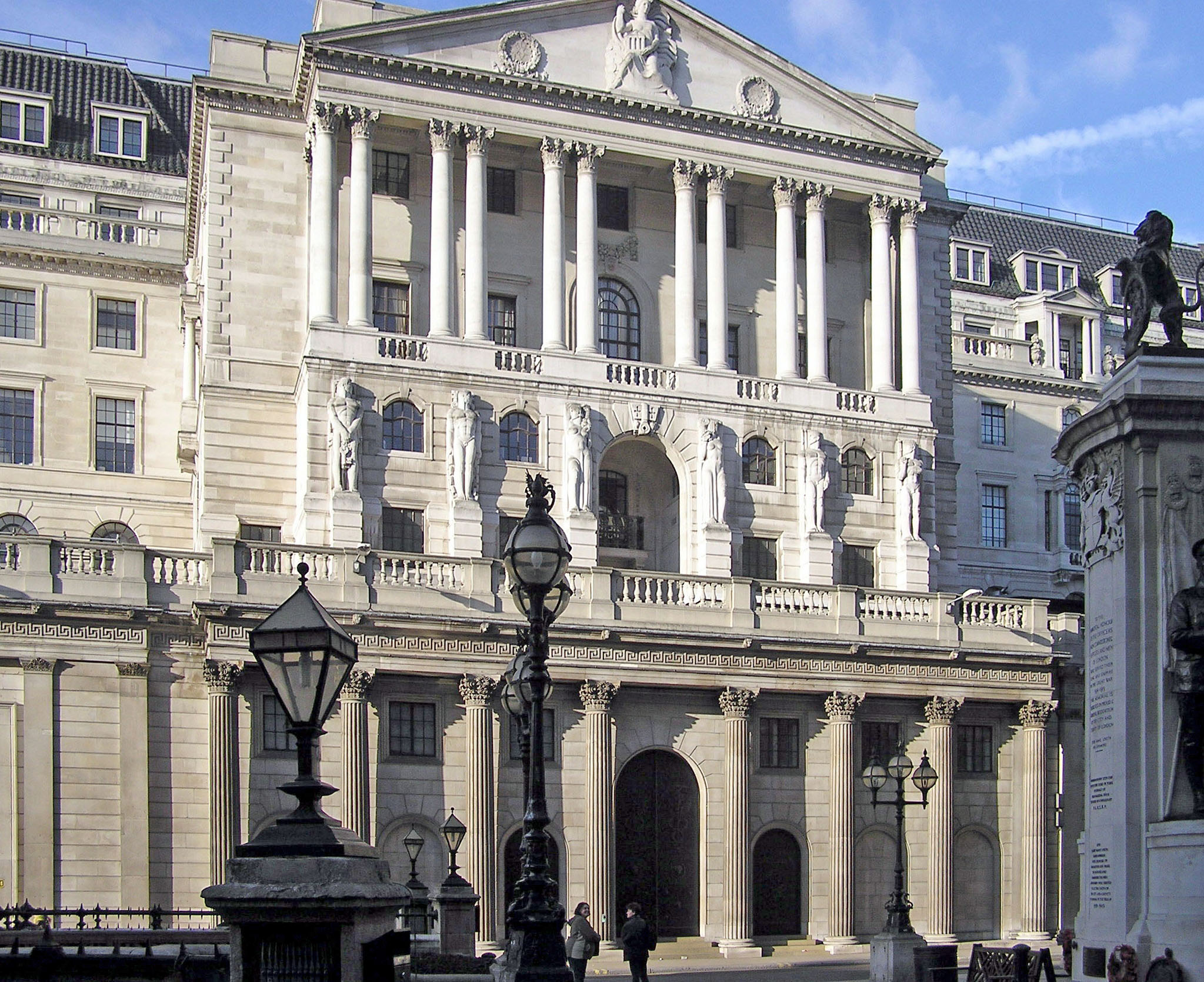
Bank of England, Storbritanniens riksbank.

År 2006 var Storbritannien världens sjätte största ekonomi, enligt Världsbanken. Landet har en betydande finanssektor: London är världens största finanscentrum och Skottlands huvudstad Edinburgh är Europas tredje största finanscentrum. 

### Näringsliv

#### Jordbruk
Jordbruket står för två procent av bruttonationalprodukten och en procent av sysselsättningen. Produktionen täcker 60 procent av behovet.

#### Energi
Energisektorn är även den omfattande, med en andel av bruttonationalprodukten på 10 procent, större än för något annat industriland. Skottland är Västeuropas näst största oljeproducent (efter Norge) och Europeiska unionens största olje- och naturgasproducent.

#### Tjänster och turism
Servicesektorn i sin helhet står för 70 procent av sysselsättningen.
Storbritannien är världens sjätte största turistdestination med omkring 24 000 000 turister varje år och 1 800 000 anställda inom turistnäringen.

### Handel
Storbritannien viktigaste handelspartner är Tyskland, USA, Frankrike och Nederländerna. Dess valuta är brittiskt pund.
Storbritannien lämnade EU den 31 januari 2020 (Brexit). Ett nytt handels- och samarbetsavtal blev klart på julafton 2020. Handels- och samarbetsavtalet undertecknades den 30 december 2020, tillämpades provisoriskt från den 1 januari 2021 och trädde i kraft den 1 maj 2021.

### Infrastruktur

#### Transporter
Vägnätet är i jämförelse med andra länder mycket väl utbyggt i Storbritannien. Motorvägar når de allra flesta större städer i landet och motorvägarnas standard är nästan alltid mycket hög. Det är också i Storbritannien som Europas mest trafikerade motorvägar finns och dessa finns framför allt runt London. Även övriga vägar som inte har motorvägsstandard har många gånger hög klass och är välunderhållna. Storbritanniens första motorväg invigdes den 2 april 1959, ett 115 kilometer långt avsnitt mellan London och Birmingham. Snitthastigheten den första halvtimman var 130 kilometer/timme och fler än 100 bilar kollapsade.
Järnvägarna i Storbritannien är även de väl utbyggda. Det var också i Storbritannien som världens allra första järnväg invigdes mellan Stockton-on-Tees och Darlington 1825. Järnvägsnätet når till de flesta platser i Storbritannien. Vissa huvudlinjer har dessutom banor utbyggda för snabbtåg som många gånger är av hög klass. Ett av de mest kända snabbtågen i Storbritannien är snabbtåget Eurostar som går från London till Paris och Bryssel. Tågen mellan London och Edinburgh är också högklassiga snabbtåg.
I februari 2009 föreslog regeringen att man skulle privatisera en del av Royal Mail, den brittiska posten. Förslaget väckte stora protester både inom partiet och bland fackföreningar. Genom en ändring i postlagen gjordes en utförsäljning möjlig och Royal Mail introducerades på London Stock Exchange 2013. Den brittiska staten behöll inledningsvis 30 procent av aktierna i Royal Mail, men sålde senare sina återstående andelar i Royal Mail under 2015, vilket betydde att privatiseringen av Royal Mail blev helt genomförd. Detta innebar ett slut för 499 års offentligt ägande av posttjänstföretaget.

## Befolkning

### Demografi

#### Större städer
De 10 största (statistisk, inte administrativ) storstadsområdena i Storbritannien enligt data från OECD och Eurostat är som följande:
| Rankning | Riksdel   | Storstadsområde | Invånare enligt OECD (2020) | Invånare enligt Eurostat (2019) |
| -------- | --------- | --------------- | --------------------------- | ------------------------------- |
| 1        | England   | London          | 12 451 423                  | 14 372 596                      |
| 2        | England   | Manchester      | 3 399 018                   | 3 712 997                       |
| 3        | England   | Birmingham      | 3 122 915                   | 2 558 916                       |
| 4        | England   | Leeds           | 2 655 815                   | 1 750 276                       |
| 5        | Skottland | Glasgow         | 1 847 200                   | 1 861 315                       |
| 6        | England   | Liverpool       | 1 548 752                   | 1 784 475                       |
| 7        | England   | Sheffield       | 1 204 485                   | 584 028                         |
| 8        | England   | Newcastle       | 1 192 598                   | 1 177 704                       |
| 9        | England   | Bristol         | 969 256                     | 1 157 937                       |
| 10       | Wales     | Cardiff         | 928 101                     | 1 140 165                       |

Notera att siffrorna ovan är inte jämförbar med varandra eftersom OECD och Eurostat har olika definitioner och sammansättning för de storstadsområden.

#### Minoriteter
Enligt Office for National Statistics uppgifter från 2011 räknar sig 87,1 % av befolkningen som etniskt vita, 7 % har asiatiskt ursprung, 3 % afrikanskt ursprung från Afrika eller Västindien, 2 % har blandat ursprung och 0,9 % räknar sig till gruppen övriga. Bland de etniskt vita finns dessutom en undergrupp på 0,1 % med benämningen resande (travellers).

### Språk
Engelska är det dominerande språket, även om det inte är ett officiellt språk. Utöver detta talar 30 procent av invånarna i Skottland (och 2 procent av invånarna i Nordirland) även lågskotska; 28 procent av invånarna i Wales även kymriska (walesiska); 3 procent av invånarna i Nordirland även iriska; och 2 procent av invånarna i Skottland även skotsk gaeliska.
I Wales är kymriska och i Skottland skotsk gaeliska officiella språk sedan Gaelic Language (Scotland) Act antogs 2004. Lågskotska, iriska och korniska är officiella landsdels- eller minoritetsspråk sedan 2001, när Storbritannien signerade Europarådets stadga om landsdels- eller minoritetsspråk, men saknar samma statliga stöd och status som kymriska och skotsk gaeliska. Storbritannien undertecknade också stadgan å Isle of Mans regerings vägnar vilket gav manx officiellt erkännande på Man.
Många andra språk talas av en betydande andel av befolkningen i Storbritannien, särskilt i storstäder som London, Birmingham och Glasgow, till exempel urdu, gujarati, bengali, punjabi, spanska, kinesiska, somaliska och arabiska.
I Storbritannien bor många invandrare från Pakistan, Uganda, Somalia och Västindien.

### Religion
| Religiös grupp | Antal      |
| -------------- | ---------- |
| Anglikaner     | 27 000 000 |
| Katoliker      | 9 000 000  |
| Muslimer       | 1 600 000  |
| Presbyterianer | 800 000    |
| Metodister     | 760 000    |
| Sikher         | 400 000    |
| Hinduer        | 350 000    |
| Judar          | 300 000    |

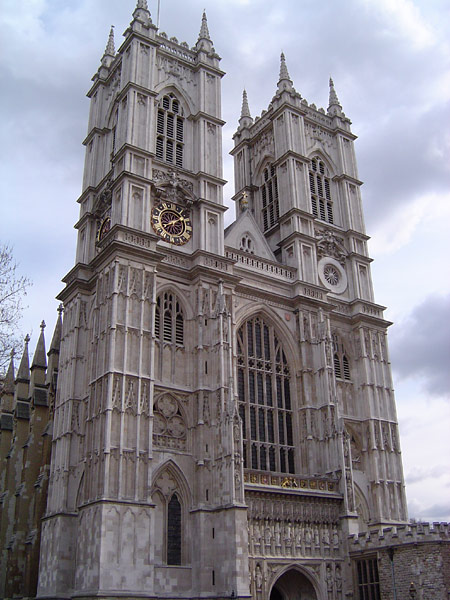
Westminster Abbey

Storbritannien har haft en lång historia av religiösa stridigheter, både med och utan vapen. Den kristna kyrkan började spridas bland den romerska provinsen Britannias (nuvarande England, plus Wales) befolkning i början av 200-talet, och blev under 300-talet en av romarrikets statsreligioner. Den gamla religionens tempel, exempelvis i Lydney, började förfalla på 430-talet. I samband med anglosaxarnas invasion kom de områden som de tog över, det vill säga England med undantag för Cornwall (och inledningsvis även med undantag för Devon och Cumbria), att avkristnas och asatron fick spridning. Påven Gregorius I sände den förste ärkebiskopen av Canterbury, Augustinus av Canterbury, att missionera i Kent, och irländsk-skotska munkar missionerade i kungariket Northumbria. Så återkristnades England under 600- och 700-talen. Synoden i Whitby bidrog till att lösa de tvister som hade uppstått mellan de områden som kristnats av Rom och de områden som kristnats på irländskt-skotskt initiativ. Genom vikingarnas anfall kom överklasskiktet i landets norra delar, Danelagen, att åter utöva asatro under 800- och 900-talen, medan den anglosaxiska allmogen fortsatte att utöva kristendom.
Skottland (latin: Caledonia) låg utanför romarriket och har en annorlunda religiös historia, men även där var det irländska munkar som kristnade landet (se Whithorn, Iona, Sankt Columba).
Efter engelske kungen Henrik VIII:s brytning med Rom 1534 kom England under ett och ett halvt århundrade att uppleva religiös turbulens. Den anglikanska kyrkan, som är statskyrka i England, fick konkurrens inte bara av den romersk-katolska kyrkan utan även av nya grupper som bland annat puritanerna. Skotska kyrkan var från 1560 till 1921 statskyrka i Skottland. Efter 130 år av teologiska och organisatoriska konflikter mellan presbyterianer och episkopaler blev den definitivt en presbyteriansk kyrka 1689, medan Skotska episkopalkyrkan blev ett från staten fritt trossamfund, tolererat 1712. Sedan 1921 har relationerna mellan staten och Skotska kyrkan förändrats och kyrkans ställning som självständigt trossamfund etablerats. Irländska kyrkan blev anglikansk 1536, och blev ett från staten oavhängigt trossamfund 1871.
Huset Stuart verkade efter restaurationen 1660 för religionsfrihet, men det engelska parlamentet motsatte sig detta, och opinionen i parlamentet ändrades inte förrän Vilhelm III av England tillträdde tronen. Det blev 1689 tillåtet att tillhöra valfritt trossamfund, med undantag för den romersk-katolska kyrkan och unitariska trossamfund. Tillhörighet till Englands resp. Skottlands statskyrka krävdes dock för att bedriva universitetsstudier och vara parlamentsledamot. Full religionsfrihet för kristna infördes först 1829.
Metodismen började som en väckelserörelse inom Engelska kyrkan, men efter frontfigurerna John och Charles Wesleys död i slutet av 1700-talet ombildades rörelsen till ett antal självständiga trossamfund. Genom invandring under 1900-talet har landet också fått en betydande icke-kristen befolkning, bland annat sikher och hinduer, samtidigt som andelen agnostiker och ateister ökat ända sedan den industriella revolutionen.
Judiska köpmän hade bjudits in till England från Nederländerna 1651, men det var först 1692 som den första synagogan i England kunde öppnas. Möjligheten för nyvalda parlamentsledamöter att svära en icke-kristen ed infördes 1858, och gjorde det möjligt för judiska parlamentsledamöter (och sedermera andra parlamentsledamöter med icke-kristen övertygelse) att sitta i parlamentet.
Den relativa religionsfriheten efter 1689 och den fullständiga religionsfriheten efter 1829 gav förutsättningar för ett stort antal trossamfund med relativt litet antal medlemmar. Deismen härrör från Storbritannien under 1600- och 1700-talet. Kristendomsriktningen universalism uppkom genom en utbrytning ur metodismen i Wales 1756, och spreds därifrån till USA. En brittisk form av unitarism uppkom 1774 genom en utbrytning ur Engelska kyrkan. Plymouthbröderna, som hade grundats i Dublin 1829, fick 1831 sitt centrum i Plymouth. Den irvingianska kyrkan grundades 1832. Under 1800-talets andra hälft och under 1900-talets första hälft vann spiritismen en hastigt uppblossande och falnande popularitet – bland annat på grund av det stora antalet avlidna under första världskriget och under spanska sjukan. Under decennierna strax före och efter 1900 florerade några små trossamfund präglade av anglo-israelism. Europas första buddhistsamfund, Buddhist Society, grundades i London 1926. Druidordnar av olika slag existerar sedan 1780-talet, men det är först genom 1960-talets motkultur ny-druidism kommit att utgöra en alternativ religion på allvar (Georgianska och viktorianska druidordnar hade ofta kristna, judiska eller deistiska medlemmar). En av druidorganisationerna erhöll den brittiska välgörenhetskommissionens godkännande som "religiös välgörenhetsorganisation" 2010. Den nyhedniska religionen wicca växte fram i södra England 1939-1961. I den brittiska folkräkningen 2011 uppgav 176 632 religionstillhörigheten "jedi".

## Kultur

### Massmedier

#### Press
The Times, The Sunday Times, Daily Mail, The Daily Telegraph och The Guardian är mycket lästa tidningar. Financial Times är den största affärstidningen. I Skottland finns tidningar som Daily Record och The Herald. Stora facktidningar är till exempel The Economist, Nature och New Scientist.

#### TV och radio
Statliga British Broadcasting Corporation (BBC), bildat 1922, har kallats public service moder och sänder TV, radio och numera även över Internet. BBC har ett flertal reklamfria TV-kanaler som BBC One, BBC Two, BBC Three, BBC Four, CBBC, CBeebies och BBC News inom Storbritannien. Internationellt sänder BBC även flera kanaler i lokalt anpassade versioner, vars uppgift bland annat är att tjäna pengar till public service-verksamheten i hemlandet.
På 1950-talet beslutade parlamentet att BBC skulle konkurrensutsättas, inte minst för att även ett andra bolag skulle sända TV-nyheter. Resultatet blev den kommersiella public service-kanalen ITV som under flera årtionden var landets mest sedda. I dag har ITV en bukett av inrikes kanaler: ITV1, ITV2, ITV3 och ITV4. Andra nationella TV-kanaler är Channel 4 och Channel 5 som också har digitala systerkanaler.
Inom radion verkar förutom BBC flera kommersiella aktörer sedan 1950-talet. Den största är i dag Global Radio med stationer som Heart, Capital, Classic FM, Gold och LBC. Näst störst är Bauer Media med stationerna Magic och Kiss.

### Konstarter

#### Musik
Från den brittiska musikscenen kommer flera band som fick internationell betydelse för utvecklingen av rockmusiken under 1960- och 1980-talen, bland andra The Beatles, Led Zeppelin, Pink Floyd, The Rolling Stones, Queen, Black Sabbath, Judas Priest, Gary Moore och Iron Maiden. Under 1980-talet framträdde syntbaserade band som Duran Duran, Depeche Mode och Spandau Ballet.
Under 2000-talet har flera brittiska artister slagit igenom stort, bland andra Coldplay, Amy Winehouse, Travis, Amy Macdonald, Duffy, One Direction, Will Young, James Blunt, Adele och Pixie Lott.

#### Bildkonst
Brittisk konst är mest känd för porträtt- och landskapsmåleri från 1700- och 1800-talen av konstnärer som William Turner, William Hogarth, John Constable och Thomas Gainsborough. National Gallery, National Portrait Gallery, Tate Britain och Tate Modern, samtliga belägna i London, är de största och viktigaste museerna. Det sistnämnda är världens mest välbesökta museum för modern och samtida konst.

#### Film
Den brittiska filmindustrin har alltid påverkats av den amerikanska. Alfred Hitchcock gjorde den första brittiska ljudfilmen, Blackmail men flyttade till Hollywood under 1930-talet. Trots begränsningarna kunde man under andra världskriget hålla en hög artistisk nivå med filmer som David Leans Havet är vårt öde. Genom filmbolaget Rank Organisation kunde man även efter kriget producera filmer av hög klass som Kort möte, Lysande utsikter och Den tredje mannen. Under 1960- och 1970-talet producerade Hammer Films en mängd kommersiellt framgångsrika thriller- och skräckfilmer.
År 1962 var det premiär för den långa serien filmer om den brittiske agenten James Bond. Under 1970-talet hamnade industrin i kris men i början av 1980-talet fick man ny optimism tack vare framgångsrika filmer som Triumfens ögonblick, Gandhi och En färd till Indien. Efter en nedgång i början av 1990-talet nådde den brittiska filmen nya framgångar med kostymfilmer som Förnuft och känsla, Emma och Shakespeare in Love. Efter framgången med Fyra bröllop och en begravning kom en våg av komedier som Brassed Off och Allt eller inget.

### Traditioner

#### Helgdagar och högtider
| - Nyårsdagen - Boxing Day - Annandag påsk - Första maj - jul - Saint Patrick’s Day - Långfredagen Denna lista hämtas från Wikidata. Informationen kan ändras där. |

### Sport
Ett stort antal sporter anses ha engelskt ursprung, däribland formel 1, landhockey, biljard, kricket, fotboll och rugbyfotboll. Golf och curling har skotskt ursprung.
Fotbollen har en lång förhistoria i form av olika bollspel i till exempel Kina, men dagens fotboll är en brittisk version, med regler utvecklade i Storbritannien. FA-cupen, startad 1871, är världens äldsta fotbollstävling och Football League, startad inför säsongen 1888-1889, är världens äldsta liga. Sedan säsongen 1992-1993 spelas också Premier League.

## Internationella rankningar
| Organisation                                | Undersökning                   | Rankning    |
| ------------------------------------------- | ------------------------------ | ----------- |
| Heritage Foundation/The Wall Street Journal | Index of Economic Freedom 2022 | ▼ 25 av 177 |
| Reportrar utan gränser                      | Pressfrihetsindex 2021         | ▲ 24 av 180 |
| Transparency International                  | Korruptionsindex 2021          | 11 av 180   |
| FN:s utvecklingsprogram                     | Human Development Index 2018   | 15 av 189   |